# Männer TV
Männer TV ist ein deutsches Fernsehmagazin des deutschen Privatsenders Sport1 für Männer.
In der Sendung, die jede 14 Tage um 22:15 Uhr ausgestrahlt wird, werden zum Beispiel die Interessen von Männern, Lebensphilosophien und Ansichten und dazu Reportagen über Technik, Wissen, Sex und Erotik gezeigt. In jeder Folge wird ein Schwerpunktthema gesetzt. Außerdem können die Zuschauer über Telefon- sowie SMS-Voting interaktiv teilnehmen und eine Frau wählen, die sich in der nächsten Folge vor der Kamera ausziehen darf. Zuvor bestimmte dies die Redaktion. Die vier teilnehmenden Frauen drehen im Voraus ein selbsterstelltes Video, um von sich zu überzeugen, das anschließend im Fernsehmagazin gezeigt wird.